# Тагины (народ)
Тагины — народ на северо-востоке Индии. Проживают главным образом в районе города Дапориджо в округе Верхний Субансири штата Аруначал-Прадеш, а также в прилегающих районах округа Западный Сианг. Данные на 1971 год сообщают о 20 тыс. представителей этноса. Традиционной религией является Доньи-Поло. В то же время представители близких тагинам этнических групп (иногда рассматриваются как его подгруппы) нга и мара являются приверженцами тибетского буддизма. В 1970-е годы район проживания тагинов активно осваивался христианскими миссионерами, и на 2008 год более половины тагинов приняли христианство. Есть случаи, когда священниками деревень становились деревенские шаманы Доньи-Поло (деревня Рай, округ Сийом), которые переориентировали все население деревни в новую веру.

## Взаимодействие с тибетцами
Одним из важных исторических отличий тагинов от соседних народов, близких по происхождению и вероисповеданию, стали контакты тагинов с тибетцами. Начиная с XII века (по другим источникам, с IX века) по землям тагинов проходил путь одного из трех важнейших тибетских паломничеств — Цари (другие два — паломничества вокруг горы Кайлас и горы Лапчи на границе с Непалом). По сути, образовался многовековой симбиоз между тагинами и тибетцами, при котором первые строили бамбуковые мосты на пути паломников и частично обеспечивали их безопасность, а вторые платили за это регулярную дань. Эта дань была основной доходной статьей приграничных тагинских деревень и обеспечивала им достаток существенно выше, чем у соседей. Последнее Великое паломничество в Цари прошло в 1956 году, после чего граница между Тибетом и Индией перестала быть доступной для тибетских паломников в связи в пограничным индо-китайским конфликтом. Вслед за этим началось стремительное обнищание тагинов и в настоящее время тагины — один из беднейших народов штата Аруначал-Прадеш.